# Limba gujarati
Limba gujarati (ગુજરાતી Gujarātī [ɡudʒəˈɾaːt̪i]) este o limbă indo-ariană nativă din statul Gujarat din India. Alfabetul limbii este asemănător scrierii devanagari, dar fără linia orizontală care unește partea superioară a literelor. 